# Albany (Ohio)
Albany ist ein Village in Athens County, Ohio, USA. Das U.S. Census Bureau hat bei der Volkszählung 2020 eine Einwohnerzahl von 917 ermittelt.

## Lage
Albany liegt im südöstlichen Teil des Staates Ohio, hundert Kilometer südöstlich der Hauptstadt Columbus und 250 Kilometer südlich des Eriesees. An Albany vorbei läuft der U.S. Highway 50, die letzte noch existierende Transkontinentalstrecke, die nicht zum Interstate Highway umgewandelt wurde und die über fast 5000 Kilometer von Ocean City, Maryland, an der atlantischen Ostküste quer durch den Kontinent bis nach San Francisco an der pazifischen Westküste führt. 16 Kilometer nordöstlich von Albany liegt die historische Stadt Athens und der 1804 gegründeten Ohio University.

## Geschichte
Die Gründung des Bauerndorfs Albany in Ohio geht zurück auf das Jahr 1842. Albany war zu jener Zeit Stützpunkt der sogenannten Underground Railroad, eines informellen Netzwerks, das geflohenen Sklaven aus den Südstaaten Unterstützung gewährte. Da sich einige der ehemaligen Sklaven in Albany niederließen und die Einwohnerzahl stieg, wurde bereits 1847 die Lewis Academy gegründet, eine erste Privatschule, der wenige Jahre später eine rein weiße Privatschule folgte.

## Bevölkerung
Die Bevölkerungszahl des Ortes ist im letzten Jahrzehnt um etwa drei Prozent gestiegen, von 808 Einwohnern (Volkszählung 2000) auf 833 Einwohner (Fortschreibung 2007).
Die 808 Einwohner von Albany lebten bei der Volkszählung 2000 in 352 Haushalten, davon 51,4 Prozent alleinstehende Ehepaare und 26,7 Prozent mit Kindern unter achtzehn Jahren. 97,3 Prozent der Bevölkerung waren Weiße, 1,1 Prozent Afroamerikaner, 1,5 Prozent Latinos.
Das Durchschnittsalter der Bevölkerung betrug vierzig Jahre, 20,7 Prozent der Bevölkerung waren unter achtzehn Jahren alt, 8,5 Prozent 18–24 Jahre, 29,6 Prozent 25–44 Jahre, 24,8 Prozent 45–64 Jahre, und 16,5 Prozent waren 65 Jahre und älter.
Der Autor Kendell Foster Crossen (1910–1981) wurde in Albany geboren.

## Wirtschaft
Albanys Wirtschaft basiert vor allem auf der Landwirtschaft. Im Jahr 2000 betrug das Durchschnittseinkommen 31.534 Dollar pro Haushalt und 16.047 Dollar pro Person. 8,3 Prozent der Familien und 13,2 Prozent der Gesamtbevölkerung des Ortes lagen unter der Armutsgrenze, darunter 22,6 Prozent der unter 18-Jährigen und 15,0 Prozent der über 65-Jährigen.

## Feste
Das jährliche Ohio Pawpaw Festival findet jedes Jahr im September am Lake Snowden nahe Albany statt, zu Ehren der größten einheimischen Frucht Nordamerikas, der Papau (englisch pawpaw). Außerdem findet in jeder ersten Septemberwoche die Albany Independent Fair im Albany Reiterclub statt, eine der wenigen unabhängigen Festivals in Ohio.